# ジェニファー・カプリアティ
ジェニファー・カプリアティ（Jennifer Capriati, 1976年3月29日 - ）は、アメリカ・ニューヨーク市出身の女子プロテニス選手。パワーテニスを展開するベースライン・プレーヤーで、強力なフォアハンド・ストロークを持ち味とする。WTAツアーで4大大会3勝を含むシングルス14勝、ダブルスで1勝を挙げた。

## 来歴
1990年3月、14歳の誕生日の2週間前にプロ転向を認められ、直ちにデビュー戦の大会でいきなり決勝戦に勝ち進んだ。プロ入り3大会目にして、カプリアティは世界ランキング25位に入る。4大大会初出場となった全仏オープンでも14歳2ヶ月でいきなりベスト4進出を果たし、その年に16歳6ヶ月で大会最年少優勝を飾ったモニカ・セレシュに 2-6, 2-6 で敗れた。続くウィンブルドンでカプリアティは「第12シード」に選ばれ、「14歳3ヶ月」で4大大会女子シングルスの最年少シード選手の記録を更新した。
その後も天才少女ぶりを発揮し、1991年に15歳でウィンブルドンと全米オープンの2大会連続でベスト4に進出する。ウィンブルドンでは、前年に大会史上最多優勝記録「9勝」を樹立した前年優勝者のマルチナ・ナブラチロワを準々決勝で破り、さらに評価を高めた。1992年のバルセロナ五輪で、カプリアティは女子シングルス決勝で第1シードのシュテフィ・グラフを 3-6, 6-3, 6-4 で破り、16歳の若さで金メダルを獲得した。しかし、燃え尽き症候群から過ちを犯してしまい、1993年全米オープンの1回戦敗退を最後に長期間テニスから遠ざかる。1994年5月16日にマリファナ所持容疑で逮捕されたカプリアティは、一時はテニス選手としての再起を危ぶまれた。
1996年テニス界に復帰。3年後の1999年頃からテニス成績も復調し始め、全仏オープンで6年ぶりの4回戦進出を果たす。同年の全米オープンでも4回戦まで勝ち進んだカプリアティは、敗戦後の記者会見で「過去との決別」を宣言し、6年間の歳月を経て燃え尽き症候群から回復した。2000年の全豪オープンでは準々決勝で杉山愛を破り、初のベスト4に進出する。この時期、日本人のテニスコーチである中村豊がカプリアティのトレーナーを担当していた。
2001年の全豪オープン決勝でマルチナ・ヒンギスを 6-4, 6-3 で破り、少女時代に果たせなかった4大大会初優勝を実現させる。続く全仏オープンでも決勝でベルギーの18歳、キム・クライシュテルスを 1-6, 6-4, 12-10 で破り、4大大会に2連続優勝を達成する。2001年10月15日、ヒンギスを抜いて自己最高の世界ランキング1位になった。2002年の全豪オープンではヒンギスにマッチ・ポイント4本を握られながらも、そこから逆転して大会2連覇を飾った。それ以後はウィリアムズ姉妹やベルギー勢などの台頭もあり、4大大会の優勝から遠ざかっている。
2003年は前年オフの目の手術などの影響で全豪オープンに初戦敗退を喫し、大会3連覇を逃す。同年の全米オープン準決勝でジュスティーヌ・エナン＝アーデンに敗れた試合のように（決勝進出まであと2ポイントに迫りながらも逆転負け）、惜しい試合展開で4大大会決勝進出を逃すケースが多くなっていた。燃え尽き症候群からの回復後は、少女時代よりもはるかに強靭なテニスを繰り広げてきた。2004年全米オープン準決勝では、ロシアのエレーナ・デメンチェワとの対戦で 0-6, 6-2, 6-7(5-7) で敗れ、最終第3セットのタイブレークを落とした。
この後、カプリアティは長引く肩の故障のため、2004年11月のアメリカ・フィラデルフィア大会の2回戦でベラ・ズボナレワ（ロシア）に敗れた試合を最後に試合から遠ざかっている。その後、2005年から2007年までの間に3度肩の手術を受けた。
カプリアティは2012年に国際テニス殿堂入りを果たした。

## WTAツアー決勝進出結果

### シングルス: 31回 (14勝17敗)
| 大会グレード         |
| -------------------- |
| グランドスラム (3–0) |
| オリンピック (1-0)   |
| ティア I (2–9)       |
| ティア II (4–6)      |
| ティア III (3–2)     |
| ティア IV & V (1–0)  |

| 結果   | No. | 決勝日         | 大会             | サーフェス        | 対戦相手                 | スコア             |
| ------ | --- | -------------- | ---------------- | ----------------- | ------------------------ | ------------------ |
| 準優勝 | 1.  | 1990年3月5日   | ボカラトン       | ハード            | ガブリエラ・サバティーニ | 4–6, 5–7           |
| 準優勝 | 2.  | 1990年4月2日   | ヒルトン・ヘッド | クレー            | マルチナ・ナブラチロワ   | 2–6, 4–6           |
| 優勝   | 1.  | 1990年10月22日 | プエルトリコ     | ハード            | ジーナ・ガリソン         | 5–7, 6–4, 6–2      |
| 優勝   | 2.  | 1991年7月29日  | サンディエゴ     | ハード            | モニカ・セレシュ         | 4–6, 6–1, 7–6(2)   |
| 優勝   | 3.  | 1991年8月5日   | トロント         | ハード            | カテリナ・マレーバ       | 6–2, 6–3           |
| 準優勝 | 3.  | 1991年11月11日 | フィラデルフィア | カーペット (室内) | モニカ・セレシュ         | 5–7, 1–6           |
| 優勝   | 4.  | 1992年7月27日  | バルセロナ五輪   | クレー            | シュテフィ・グラフ       | 3–6, 6–3, 6–4      |
| 優勝   | 5.  | 1992年8月24日  | サンディエゴ     | ハード            | コンチタ・マルティネス   | 6–3, 6–2           |
| 優勝   | 6.  | 1993年1月11日  | シドニー         | ハード            | アンケ・フーバー         | 6–1, 6–4           |
| 準優勝 | 4.  | 1993年8月16日  | トロント         | ハード            | シュテフィ・グラフ       | 1–6, 6–0, 3–6      |
| 準優勝 | 5.  | 1996年11月3日  | シカゴ           | カーペット (室内) | ヤナ・ノボトナ           | 4–6, 6–3, 1–6      |
| 準優勝 | 6.  | 1997年1月6日   | シドニー         | ハード            | マルチナ・ヒンギス       | 1–6, 7–5, 1–6      |
| 優勝   | 7.  | 1999年5月17日  | ストラスブール   | クレー            | エレーナ・リホフツェワ   | 6–1, 6–3           |
| 優勝   | 8.  | 1999年11月7日  | ケベックシティ   | ハード (室内)     | チャンダ・ルビン         | 4–6, 6–1, 6–2      |
| 優勝   | 9.  | 2000年9月25日  | ルクセンブルク   | カーペット (室内) | マグダレナ・マレーバ     | 4–6, 6–1, 6–4      |
| 準優勝 | 7.  | 2000年11月5日  | ケベックシティ   | ハード (室内)     | チャンダ・ルビン         | 4–6, 2–6           |
| 優勝   | 10. | 2001年1月27日  | 全豪オープン     | ハード            | マルチナ・ヒンギス       | 6–4, 6–3           |
| 準優勝 | 8.  | 2001年2月19日  | オクラホマシティ | ハード (室内)     | モニカ・セレシュ         | 3–6, 7–5, 2–6      |
| 準優勝 | 9.  | 2001年3月21日  | マイアミ         | ハード            | ビーナス・ウィリアムズ   | 6–4, 1–6, 6–7(4)   |
| 優勝   | 11. | 2001年4月16日  | チャールストン   | クレー            | マルチナ・ヒンギス       | 6–0, 4–6, 6–4      |
| 準優勝 | 10. | 2001年5月7日   | ベルリン         | クレー            | アメリ・モレスモ         | 4–6, 6–2, 3–6      |
| 優勝   | 12. | 2001年5月28日  | 全仏オープン     | クレー            | キム・クライシュテルス   | 1–6, 6–4, 12–10    |
| 準優勝 | 11. | 2001年8月13日  | トロント         | ハード            | セリーナ・ウィリアムズ   | 1–6, 7–6(7), 3–6   |
| 優勝   | 13. | 2002年1月26日  | 全豪オープン     | ハード            | マルチナ・ヒンギス       | 4–6, 7–6(6), 6–2   |
| 準優勝 | 12. | 2002年2月25日  | スコッツデール   | ハード            | セリーナ・ウィリアムズ   | 2–6, 6–4, 4–6      |
| 準優勝 | 13. | 2002年3月20日  | マイアミ         | ハード            | セリーナ・ウィリアムズ   | 5–7, 6–7(4)        |
| 準優勝 | 14. | 2002年8月12日  | モントリオール   | ハード            | アメリ・モレスモ         | 4–6, 1–6           |
| 準優勝 | 15. | 2003年3月19日  | マイアミ         | ハード            | セリーナ・ウィリアムズ   | 6–4, 4–6, 1–6      |
| 準優勝 | 16. | 2003年7月21日  | スタンフォード   | ハード            | キム・クライシュテルス   | 6–4, 4–6, 2–6      |
| 優勝   | 14. | 2003年8月18日  | ニューヘイブン   | ハード            | リンゼイ・ダベンポート   | 6–2, 4–0, 途中棄権 |
| 準優勝 | 17. | 2004年5月10日  | ローマ           | クレー            | アメリ・モレスモ         | 6–3, 3–6, 6–7(6)   |

### ダブルス: 2回 (1勝1敗)
| 結果   | No. | 決勝日        | 大会           | サーフェス | パートナー       | 対戦相手                                | スコア   |
| ------ | --- | ------------- | -------------- | ---------- | ---------------- | --------------------------------------- | -------- |
| 優勝   | 1.  | 1991年5月12日 | ローマ         | クレー     | モニカ・セレシュ | ニコル・ブラドケ エルナ・ライナッハ     | 7–5, 6–2 |
| 準優勝 | 1.  | 2003年6月16日 | イーストボーン | 芝         | マギ・セルナ     | リンゼイ・ダベンポート リサ・レイモンド | 3–6, 2–6 |

## 4大大会優勝
- 全豪オープン：2勝（2001年&2002年）
- 全仏オープン：1勝（2001年）

| 年     | 大会         | 対戦相手               | 試合結果        |
| ------ | ------------ | ---------------------- | --------------- |
| 2001年 | 全豪オープン | マルチナ・ヒンギス     | 6-4, 6-3        |
| 2001年 | 全仏オープン | キム・クライシュテルス | 1-6, 6-4, 12-10 |
| 2002年 | 全豪オープン | マルチナ・ヒンギス     | 4-6, 7-6, 6-2   |

## 4大大会シングルス成績
略語の説明
| W | F | SF | QF | #R | RR | Q# | LQ | A | Z# | PO | G | S | B | NMS | P | NH |

W=優勝, F=準優勝, SF=ベスト4, QF=ベスト8, #R=#回戦敗退, RR=ラウンドロビン敗退, Q#=予選#回戦敗退, LQ=予選敗退, A=大会不参加, Z#=デビスカップ/BJKカップ地域ゾーン, PO=デビスカップ/BJKカッププレーオフ, G=オリンピック金メダル, S=オリンピック銀メダル, B=オリンピック銅メダル, NMS=マスターズシリーズから降格, P=開催延期, NH=開催なし.
| 大会           | 1990 | 1991 | 1992 | 1993 | 1994 | 1995 | 1996 | 1997 | 1998 | 1999 | 2000 | 2001 | 2002 | 2003 | 2004 | 通算成績 |
| -------------- | ---- | ---- | ---- | ---- | ---- | ---- | ---- | ---- | ---- | ---- | ---- | ---- | ---- | ---- | ---- | -------- |
| 全豪オープン   | A    | A    | QF   | QF   | A    | A    | A    | 1R   | A    | 2R   | SF   | W    | W    | 1R   | A    | 28–6     |
| 全仏オープン   | SF   | 4R   | QF   | QF   | A    | A    | 1R   | A    | A    | 4R   | 1R   | W    | SF   | 4R   | SF   | 39–10    |
| ウィンブルドン | 4R   | SF   | QF   | QF   | A    | A    | A    | A    | 2R   | 2R   | 4R   | SF   | QF   | QF   | QF   | 38–11    |
| 全米オープン   | 4R   | SF   | 3R   | 1R   | A    | A    | 1R   | 1R   | 1R   | 4R   | 4R   | SF   | QF   | SF   | SF   | 35–13    |